# Astroblepus mindoensis
Astroblepus mindoensis är en fiskart som först beskrevs av Regan, 1916.  Astroblepus mindoensis ingår i släktet Astroblepus och familjen Astroblepidae. Inga underarter finns listade.